# Johan Davidsson
Johan Davidsson (né le 6 janvier 1976 à Jönköping en Suède) est un joueur professionnel de hockey sur glace.

## Carrière en club
Il commence sa carrière professionnelle en jouant dans l'équipe de sa ville natale, le HV 71 qui évolue dans l'Elitserien alors qu'il n'a que seize ans, le 14 janvier 1993. Dès la saison suivante, il se fait une place dans l'effectif de son équipe. En 1994, lors du repêchage d'entrée dans la Ligue nationale de hockey il est choisi en première ronde par les Mighty Ducks d'Anaheim (28e choix au total) mais il continue à jouer dans son pays et ne rejoint l'Amérique du Nord qu'en 1998 après un passage d'une saison dans le championnat finlandais (SM-liiga) avec l'équipe du HIFK.
Il joue la quasi-totalité de sa première saison en Amérique du Nord dans la LNH, même s'il réalise une dizaine d'apparitions dans la Ligue américaine de hockey avec l'équipe affiliée à la franchise de la LNH : les Mighty Ducks de Cincinnati. La saison suivante, il commence à jouer avec les Ducks puis finit la saison avec les Islanders de New York mais décide par la suite de revenir jouer en Europe pour le club du Blues Espoo en Finlande pour une saison.
En 2001, il retourne jouer à Jönköping pour son premier club et devient rapidement le capitaine de la formation. En 2005, il signe une prolongation de contrat le liant à l'équipe de Jönköping jusqu'à la fin de la saison 2009-10.
En 1995 et 2004, il a remporté avec HV 71 le titre de champion de Suède.

### Trophées et honneurs personnels
En 2002, il est choisi pour jouer le Match des étoiles de l'Elitserien et en 2003 et 2004, il fait partie de l'équipe type de la saison.
Lors des séries éliminatoires de 2004, il est le joueur qui réalise le plus de points et de passes décisives de la ligue. La même année, il reçoit le Guldpucken décerné au meilleur joueur suédois de la saison.

## Statistiques
| Saison    | Équipe                     | Ligue      |    | Saison régulière | Saison régulière | Saison régulière | Saison régulière | Saison régulière |   | Séries éliminatoires | Séries éliminatoires | Séries éliminatoires | Séries éliminatoires | Séries éliminatoires |
| Saison    | Équipe                     | Ligue      | PJ | B                | A                | Pts              | Pun              | PJ               | B | A                    | Pts                  | Pun                  |                      |                      |
| 1992-1993 | HV 71                      | Elitserien | 8  | 1                | 0                | 1                | 0                |                  |   |                      |                      |                      |                      |                      |
| 1993-1994 | HV 71                      | Elitserien | 38 | 2                | 5                | 7                | 4                |                  |   |                      |                      |                      |                      |                      |
| 1994-1995 | HV 71                      | Elitserien | 37 | 4                | 7                | 11               | 28               | 13               | 3 | 2                    | 5                    | 0                    |                      |                      |
| 1995-1996 | HV 71                      | Elitserien | 39 | 7                | 11               | 18               | 20               | 4                | 0 | 2                    | 2                    | 0                    |                      |                      |
| 1996-1997 | HV 71                      | Elitserien | 50 | 18               | 21               | 39               | 18               | 5                | 0 | 3                    | 3                    | 2                    |                      |                      |
| 1997-1998 | HIFK                       | SM-liiga   | 43 | 10               | 30               | 40               | 8                | 9                | 3 | 10                   | 13                   | 0                    |                      |                      |
| 1998-1999 | Mighty Ducks d'Anaheim     | LNH        | 64 | 3                | 5                | 8                | 14               | 1                | 0 | 0                    | 0                    | 0                    |                      |                      |
| 1998-1999 | Mighty Ducks de Cincinnati | LAH        | 9  | 1                | 6                | 7                | 2                |                  |   |                      |                      |                      |                      |                      |
| 1999-2000 | Mighty Ducks de Cincinnati | LAH        | 56 | 9                | 31               | 40               | 24               |                  |   |                      |                      |                      |                      |                      |
| 1999-2000 | Mighty Ducks d'Anaheim     | LNH        | 5  | 1                | 0                | 1                | 2                |                  |   |                      |                      |                      |                      |                      |
| 1999-2000 | Islanders de New York      | LNH        | 14 | 2                | 4                | 6                | 0                |                  |   |                      |                      |                      |                      |                      |
| 2000-2001 | Blues Espoo                | SM-liiga   | 35 | 12               | 17               | 29               | 34               |                  |   |                      |                      |                      |                      |                      |
| 2001-2002 | HV 71                      | Elitserien | 50 | 13               | 27               | 40               | 24               | 8                | 2 | 3                    | 5                    | 2                    |                      |                      |
| 2002-2003 | HV 71                      | Elitserien | 50 | 16               | 26               | 42               | 4                | 7                | 0 | 3                    | 3                    | 2                    |                      |                      |
| 2003-2004 | HV 71                      | Elitserien | 49 | 14               | 24               | 38               | 8                | 19               | 5 | 12                   | 17                   | 6                    |                      |                      |
| 2004-2005 | HV 71                      | Elitserien | 50 | 12               | 26               | 38               | 2                |                  |   |                      |                      |                      |                      |                      |
| 2005-2006 | HV 71                      | Elitserien | 50 | 14               | 22               | 36               | 16               | 12               | 1 | 7                    | 8                    | 4                    |                      |                      |
| 2006-2007 | HV 71                      | Elitserien | 55 | 15               | 31               | 46               | 22               | 14               | 2 | 7                    | 9                    | 2                    |                      |                      |
| 2007-2008 | HV 71                      | Elitserien | 47 | 9                | 34               | 43               | 18               | 17               | 8 | 12                   | 20                   | 2                    |                      |                      |
| 2008-2009 | HV 71                      | Elitserien | 55 | 13               | 37               | 50               | 24               | 14               | 3 | 7                    | 10                   | 2                    |                      |                      |
| 2009-2010 | HV 71                      | Elitserien | 55 | 12               | 46               | 58               | 18               | 16               | 4 | 11                   | 15                   | 6                    |                      |                      |
| 2010-2011 | HV 71                      | Elitserien | 40 | 10               | 26               | 36               | 35               | 4                | 1 | 1                    | 2                    | 2                    |                      |                      |
| 2011-2012 | HV 71                      | Elitserien | 52 | 10               | 30               | 40               | 18               | 6                | 1 | 1                    | 2                    | 4                    |                      |                      |
| 2012-2013 | HV 71                      | Elitserien | 51 | 5                | 13               | 18               | 14               | 5                | 0 | 3                    | 3                    | 0                    |                      |                      |
| Totaux    | Totaux                     | Totaux     | 83 | 6                | 9                | 15               | 16               | 1                | 0 | 0                    | 0                    | 0                    |                      |                      |

## Carrière internationale
Il représente la Suède au cours des compétitions internationales suivantes :
- Championnat d'Europe junior
  - 1993 et 1994. En 1994, il est élu dans l'équipe type du tournoi et il est désigné meilleur attaquant du tournoi.
- Championnat du monde junior
  -  Médaille d'argent : 1994 et 1996. En 1996, il est élu meilleur joueur de l'équipe suédoise.
  -  Médaille d'argent : 1995.

9Championnat du monde
- -  Médaille d'argent : 2003 et 2004.
  -  Médaille d'argent : 2002.
  - 2007 avec 14 points il finit meilleur pointeur du tournoi malgré la 4e place de son équipe.